# Peter Vitus von Quosdanovich

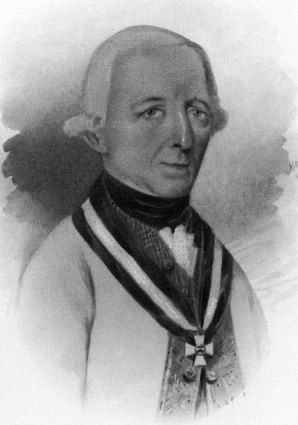
Baron Peter Vitus von Quosdanovich

Peter Vitus von Quosdanovich (Žumberak, 12 juni 1738 – Wenen, 13 augustus 1802) was een veldmaarschalk van het keizerrijk Oostenrijk die onder meer vocht tegen Napoleon Bonaparte.

## Afkomst
Baron Peter Vitus von Quosdanovich werd geboren als zoon van de Kroatische luitenant Petar Gvozdanović en Magdalena Milaković. Hij had drie broers Pavao, Mihajlo en Danijel.

## Zevenjarige Oorlog
In 1752 ging hij bij het 42e regiment huzaren van Varaždin. Hij vocht in de Zevenjarige Oorlog (1756-1763).

## Huwelijk
In 1764 trouwde hij met Ivana Majerhofer-Grunbihel en ze kregen een zoon Antun.

## Beierse Successieoorlog
In 1773 werd hij kolonel en kreeg hij het bevel over de grenshuzaren van Karlstadt. Hij vocht in de Beierse Successieoorlog bij Hradec Králové, Weisskirchen en Taubnitz en ontving de Orde van Maria Theresia. In 1779 werd hij in de adelstand verheven tot baron.

## Oostenrijks-Turkse Oorlog
Hij vocht in de Oostenrijks-Turkse Oorlog en kreeg een bevordering tot generaal-majoor, toen hij het bevel over Gradisca d'Isonzo nam. 

## Eerste Coalitieoorlog
In de Eerste Coalitieoorlog werd hij in 1792 luitenant-veldmaarschalk en kreeg hij het bevel over een divisie. 

### Rijnveldtocht
Hij diende aan de Boven-Rijn en dan in de Oostenrijkse Nederlanden. In de verloren Slag bij Fleurus (1794)  leidde hij  de tweede colonne. In de Slag bij Handschuhsheim op 22 september 1795 joeg hij twee Franse divisies van generaal Georges Joseph Dufour terug over de Rijn. Onder bevel van Dagobert Sigmund von Wurmser heroverde hij Mannheim.

### Italiaanse Veldtocht
Samen met Wurmser werd hij naar Italië – toen deel van Oostenrijk – gestuurd om het beleg van Mantua te ontzetten en Napoleon Bonaparte uit Italië te verdrijven. In juli en augustus 1796 trok hij langs het Gardameer en nam hij Brescia in. Op 31 juli verloor hij de slag bij Lonato tegen Napoleon en trok hij terug naar Brescia. Op 3 augustus trachtte hij door de Franse linies te breken, maar hij werd opnieuw verslagen bij Lonato.
Bij een tweede poging om Mantua te ontzetten werd Quosdanovich op 7 september te Bassano bij Primolano verslagen en kon zich terugtrekken naar Trente, terwijl Wurmser in het belegerde Mantua vast zat.
Bij de derde poging onder József Alvinczi had hij het bevel over het korps van Friuli in de Tweede Slag bij Bassano en de Slag bij de brug van Arcole.
Bij de vierde en laatste poging in januari 1797 voerde hij een divisie aan onder Alvinczi, maar werd in de Slag bij Rivoli tot de terugtocht gedwongen. Hij werd met pensioen gestuurd.